# 8813 Leviathan
8813 Leviathan è un asteroide della fascia principale del diametro medio di circa 13,59 km. Scoperto nel 1983, presenta un'orbita caratterizzata da un semiasse maggiore pari a 3,1641518 UA e da un'eccentricità di 0,3197529, inclinata di 21,07821° rispetto all'eclittica.